# Croix de carrefour de Brennes
La croix de carrefour de Brennes est une croix du XVe siècle située sur la commune de Brennes dans le département français de la Haute-Marne.

## Localisation
La croix est située à la sortie du village, sur le bord de la route départementale 292A.

## Histoire
La croix date du XVe siècle. Elle est classée au titre des monuments historiques depuis le 2 septembre 1901.

## Description
Une copie de cette croix se trouve dans le cimetière de Brennes.